# Tanganyika az 1964. évi nyári olimpiai játékokon
Tanganyika a japán Tokióban megrendezett 1964. évi nyári olimpiai játékok egyik részt vevő nemzete volt. Az országot az olimpián 1 sportágban 4 sportoló képviselte, akik érmet nem szereztek. Tanzánia első alkalommal vett részt az olimpiai játékokon, itt még Tanganyika néven.

## Atlétika
Férfi
| Versenyző       | Versenyszám | Előfutam | Előfutam | Előfutam | Negyeddöntő | Negyeddöntő | Negyeddöntő | Elődöntő | Elődöntő | Elődöntő | Döntő         | Döntő         |
| Versenyző       | Versenyszám | Idő      | Hely.    | Össz.    | Idő         | Hely.       | Össz.       | Idő      | Hely.    | Össz.    | Idő           | Helyezés      |
| --------------- | ----------- | -------- | -------- | -------- | ----------- | ----------- | ----------- | -------- | -------- | -------- | ------------- | ------------- |
| Daniel Thomas   | 400 m       | 50,4     | 8.       | 49.      | kiesett     | kiesett     | kiesett     | kiesett  | kiesett  | kiesett  | kiesett       | kiesett       |
| Hassan Dyamwale | 800 m       | 1:54,9   | 8.       | 40.      |             |             |             | kiesett  | kiesett  | kiesett  | kiesett       | kiesett       |
| Pascal Mfyomi   | 10 000 m    |          |          |          |             |             |             |          |          |          | nem ért célba | nem ért célba |
| Omari Abdallah  | Maraton     |          |          |          |             |             |             |          |          |          | 2:40:06       | 47.           |